# 布莉姬·朗迪-潘恩
傑克・海溫（英語：Brigette Lundy-Paine，1994年8月10日—）是一位美國演員，知名的作品有在《異類》中飾演Casey Gardner，以及2020年電影《阿比阿弟尋歌大冒險》的Billie Logan。

## 個人生活
傑克於2019/11/08出櫃為酷兒非二元性別，使用They/them人稱代詞。 2025/01/21日在Instagram上宣布正式改名為Jack Haven。
姓氏Haven是以Jack的曾曾叔父Haven Gillespie命名，Haven Gillespie是一位作曲家以聖誕歌曲「Santa Clause is Coming to Town」而聞名。